# چینیره پیگوت
چینیره پیگوت (انگلیسی: Chinyere Pigot؛ زادهٔ ۱ مهٔ ۱۹۹۳ در پاراماریبو) شناگر زن رشته شنای آزاد اهل سورینام است که در بازی‌های آمریکای جنوبی ۲۰۱۴ سانتیاگو در مجموع برندهٔ ۲ مدال برنز شده‌است.